# Abril quebrado
Abril quebrado (en albanés: Prill i thyer) es una de las principales novelas del escritor albanés Ismaíl Kadaré, publicada por primera vez en Tirana en el año 1978. Hay dos ediciones españolas, la primera publicada en 1990 en Barcelona por Muchnik Editores, y la segunda en Madrid en 2001, en la Biblioteca Kadaré de la editorial Alianza. El traductor al español es Ramón Sánchez Lizarralde.

## Argumento
El libro cuenta la historia de Gjorg Berisha, un joven que debe matar a un miembro de un clan rival, los Kryeqyqe, para cobrarse una deuda de sangre surgida caprichosamente varias generaciones atrás, y que ya había costado la vida de decenas de hombres de ambas familias. Comienza la novela el día del ajusticiamiento y culmina en el momento en que el propio Gjorg debe caer bajo las balas del Kryeqyqe encargado de vengar a quien Gjorg había matado un mes antes, continuando el ciclo trágico y recurrente de la vendetta. 
Esos treinta días, ese abril quebrado en la vida de un joven que sabe que probablemente no llegue a ver el comienzo de mayo, sirven de excusa a Kadaré para referirse de manera sistemática al Kanun, el código de honor albanés que había estado presente en el trasfondo de varios de sus libros anteriores.

## Adaptación al cine
El director brasileño Walter Salles ha llevado el libro para el cine con la película Abril despedaçado (2001), con Rodrigo Santoro.
- Datos: Q2280031